# 西塚泰美
西塚 泰美（にしづか やすとみ、1932年（昭和7年）7月12日 - 2004年（平成16年）11月4日）は、日本の医学者、生化学者。神戸大学名誉教授、同学長。医学博士（京都大学、1963年）。日本学士院会員。文化勲章受章者。
兵庫県芦屋市生まれ、愛知県名古屋市育ち。愛知県立瑞陵高等学校、京都大学医学部卒業。
アルバート・ラスカー医学研究賞や、ガードナー国際賞、ウルフ賞医学部門など世界的に権威ある医学賞を受賞している。

## 業績
牛の脳細胞から、タンパク質リン酸化酵素であるプロテインキナーゼCを取り出すことに成功し、その機能を解析した。これにより、新たな細胞内の情報伝達系が解明され、癌化機構をはじめとする様々な生命調節機構が明らかになった。この業績は、1991年に米国科学情報研究所 (ISI) 発表の論文引用頻度で7位に挙げられるほど高く評価され、その後の生命科学の進展に多大な影響を与えた。

## 略歴

### 学歴
- 1951年3月 - 愛知県立瑞陵高等学校卒業
- 1957年3月 - 京都大学医学部卒業
- 1963年3月 - 京都大学大学院医学研究科博士課程修了

### 職歴
- 1962年4月 - 京都大学医学部助手
- 1964年
  - 4月 - 京都大学医学部助教授
  - 7月 - ロックフェラー大学客員研究員
- 1968年1月 - 神戸大学医学部教授
- 1980年11月 -生物科学総合研究機構基礎生物学研究所教授併任（1981年4月まで）
- 1981年4月 - 岡崎国立共同研究機構基礎生物学研究所教授併任（1985年3月まで）
- 1984年11月 -ハーバード大学医学部客員教授
- 1989年4月 - 神戸大学理学部教授併任（1992年3月まで）
- 1990年6月 - スタンフォード大学客員教授
- 1991年8月 - バレンシア細胞研究所（スペイン）客員研究員
- 1992年
  - 4月 - ワシントン大学客員教授
  - 6月 - 神戸大学バイオシグナル研究センター長（1995年2月まで）
- 1994年4月 - 京都大学ウイルス研究所教授併任（1995年2月まで）
- 1995年2月 - 神戸大学学長（2001年2月まで、医療技術短期大学部学長兼務（1998年3月まで））
- 2001年
  - 2月 - 神戸大学名誉教授
  - 4月 - 兵庫県成人病センター総長

## 受賞歴
- 1965年 - ベルツ賞1等賞
- 1975年 - 松永賞（「ホルモンによる代謝の調節機構に関する研究」）
- 1982年度 - 武田医学賞（「ホルモン及び神経伝達物質の受容機構に関する研究」）[1]
- 1986年
  - 朝日賞（「ホルモンおよび神経伝達物質の作用機構に関する研究」）[2]
  - 日本学士院賞（「ホルモン作用における情報の受容伝達機構に関する研究」）
- 1988年
  - スローン賞（米国）
  - アルフレッド賞
  - ガードナー国際賞
- 1989年 - アルバート・ラスカー基礎医学研究賞
- 1992年
  - 京都賞基礎科学部門[3]
  - ブレメンダル賞（オランダ）
- 1994年
  - ウルフ賞医学部門
  - デールメダル（英国内分泌学会）
- 1995年
  - ディアズ賞（スペイン）
  - エルンスト・シエーリング賞
- 1996年 - バナジーメダル（インド・カルカッタ大学学術賞）
- 2003年 - 2004年 - トムソン・ロイター引用栄誉賞

## 栄誉
- 1987年 - 文化功労者選出
- 1988年 - 文化勲章受章
- 1990年 - ロンドン王立協会外国人会員に選出[4]
- 2004年 - 贈従三位（没時叙位）、授銀杯一組

## 論文・講演要旨・寄稿文
- 西塚泰美「Enzymic formation of lactobionic acid from lactose」京都大学 博士論文、[報告番号不明]、1963年、NAID 500000460484
- 早石修, 西塚泰美「14.DPN生合成におけるトリプトファンとナヤシンの意義(第144回会議研究発表要旨)」『ビタミン』第28巻第2号、日本ビタミン学会、1963年、200-201頁、doi:10.20632/vso.28.2_200_2、ISSN 0006-386X、NAID 110002863970。
- 西塚泰美「GTPとポリペプチド形成反応」『蛋白質核酸酵素』第11巻第10号、共立出版、1966年9月、807-817頁、ISSN 00399450、NAID 40018022912。
- 西塚泰美、上田国寛、中沢欽哉、REEDER R. H., 本庶佑、早石修「POLY ADENOSINE DIPHOSPHATE RIBOSE SYNTHESIS AND NICOTINAMIDE ADENINE DINUCLEOTIDE TRANSGLYCOSIDASES」『THE JOURNAL OF VITAMINOLOGY』第14巻、日本ビタミン学会、1968年、143-152頁、doi:10.5925/jnsv1954.14.Supplement_143、ISSN 0022-5398、NAID 130001749169。
- 西塚泰美「トリプトファンからNADおよびセロトニンの生合成に関する研究 (アミノ酸代謝異常(特集))」『小児科診療』第31巻第8号、診断と治療社、1968年8月、1103-1113頁、ISSN 03869806、NAID 40017893373。
- 西塚泰美「代謝調節機構とガン細胞にみられるその異常 (ガン 分子生物学の立場から(特集))」『蛋白質核酸酵素』第15巻第5号、共立出版、1970年4月、370-388頁、ISSN 00399450、NAID 40018023790。
- 西塚泰美「むすびcycicAMPの諸問題 (CyclicAMPその後)」『代謝』第9巻第8号、中山書店、1972年8月、821-826頁、ISSN 03721566、NAID 40018017559。
- 西塚泰美「ホルモンの作用と環状ヌクレオチド」『日本内分泌学会雑誌』第52巻第11号、日本内分泌学会、1976年、1126-1140頁、doi:10.1507/endocrine1927.52.11_1126、ISSN 0029-0661、NAID 130001938547。
- 西塚泰美「ホルモンへの応答とその異常 (ホルモン不応症<特集>)」『代謝』第14巻第7号、中山書店、1977年7月、p1149-1152、ISSN 03721566、NAID 40002286088。
- 西塚泰美「2.チロシンアミノ転移酵素の誘導現象と環状ヌクレオチド(ビタミンB研究委員会 : 第242回会議研究発表要旨)」『ビタミン』第52巻第3号、日本ビタミン学会、1978年、150-151頁、doi:10.20632/vso.52.3_150、ISSN 0006-386X、NAID 110002844695。
- 箸本英吉, 山村博平, 西塚泰美「生体における受容機構とその伝達」『生物物理化学』第23巻第1号、日本電気泳動学会、1979年、9-13頁、doi:10.2198/sbk.23.9、ISSN 0031-9082、NAID 130003606537。
- 西塚泰美「糖代謝とホルモン」『大阪医科大学雑誌』第38巻第1号、大阪医科大学医学会、1979年6月、1-10頁、ISSN 00306118、NAID 40000289064。
- 西塚泰美「血小板活性化反応とイノシトール-リン脂質 : 第283回会議研究発表要旨」『ビタミン』第59巻第2号、日本ビタミン学会、1985年、76-77頁、doi:10.20632/vso.59.2_76、ISSN 0006-386X、NAID 110002846923。
- 井村裕夫, 岸本忠三, 西塚泰美「レセプタ-と疾患」『代謝』第23巻、中山書店、1986年4月、p1-362,巻頭2p,巻頭図4p、ISSN 03721566、NAID 40002288138。
- 「西塚泰美教授日本学士院賞を受賞」『神戸大学医学部神緑会学術誌』第2号、神緑会、1986年6月、70-72頁、doi:10.24546/81007021、ISSN 0914-9120、NAID 110007043973。
- 西塚泰美「細胞情報の受容と伝達のしくみ」『化学』第41巻第7号、化学同人、1986年7月、p416-422、ISSN 04511964、NAID 40000390350。
- 西塚泰美「プロテインキナ-ゼCの研究と展望」『科学』第57巻第3号、岩波書店、1987年3月、p132-140、ISSN 00227625、NAID 40000394825。
- 西塚泰美「癌の成り立ち (新春学術講演)」『神戸大学医学部神緑会学術誌』第12号、神緑会、1996年8月、52-53頁、doi:10.24546/81007461、ISSN 0914-9120、NAID 110006661133。
- 西塚泰美「脂質の科学--過去から未来への伝承」『蛋白質核酸酵素』第44巻第8号、共立出版、1999年6月、943-946頁、ISSN 00399450、NAID 40002333174。
- 西塚泰美「細胞内シグナル伝達の仕組み : その研究と展望」『日本ハンセン病学会雑誌』第72巻第2号、2003年6月、84-85頁、ISSN 13423681、NAID 10011052749。
- 宇井理生「西塚泰美先生を偲んで」『ファルマシア』第41巻第3号、日本薬学会、2005年、259頁、doi:10.14894/faruawpsj.41.3_259_2、ISSN 0014-8601、NAID 110009894433。